# Рінгголд (Меріленд)
Рінгголд (англ. Ringgold) — переписна місцевість (CDP) в США, в окрузі Вашингтон штату Меріленд. Населення — 166 осіб (2010).

## Географія
Рінгголд розташований за координатами 39°42′33″ пн. ш. 77°34′8″ зх. д. / 39.70917° пн. ш. 77.56889° зх. д. (39.709169, -77.568892).  За даними Бюро перепису населення США в 2010 році переписна місцевість мала площу 0,75 км², уся площа — суходіл.

## Демографія
Згідно з переписом 2010 року, у переписній місцевості мешкало 166 осіб у 67 домогосподарствах у складі 51 родини. Густота населення становила 222 особи/км².  Було 72 помешкання (96/км²).
Расовий склад населення:
| - 98,8 % — білих - 1,2 % — азіатів |

До двох чи більше рас належало 0,0 %. Частка іспаномовних становила 0,0 % від усіх жителів.
За віковим діапазоном населення розподілялося таким чином: 17,5 % — особи молодші 18 років, 63,2 % — особи у віці 18—64 років, 19,3 % — особи у віці 65 років та старші. Медіана віку мешканця становила 49,7 року. На 100 осіб жіночої статі у переписній місцевості припадало 95,3 чоловіків;  на 100 жінок у віці від 18 років та старших — 93,0 чоловіків також старших 18 років.
За межею бідності перебувало 29,7 % осіб, у тому числі 100,0 % дітей у віці до 18 років та 0,0 % осіб у віці 65 років та старших.
Цивільне працевлаштоване населення становило 20 осіб. Основні галузі зайнятості: науковці, спеціалісти, менеджери — 50,0 %, виробництво — 50,0 %.